# Náboženský skepticismus

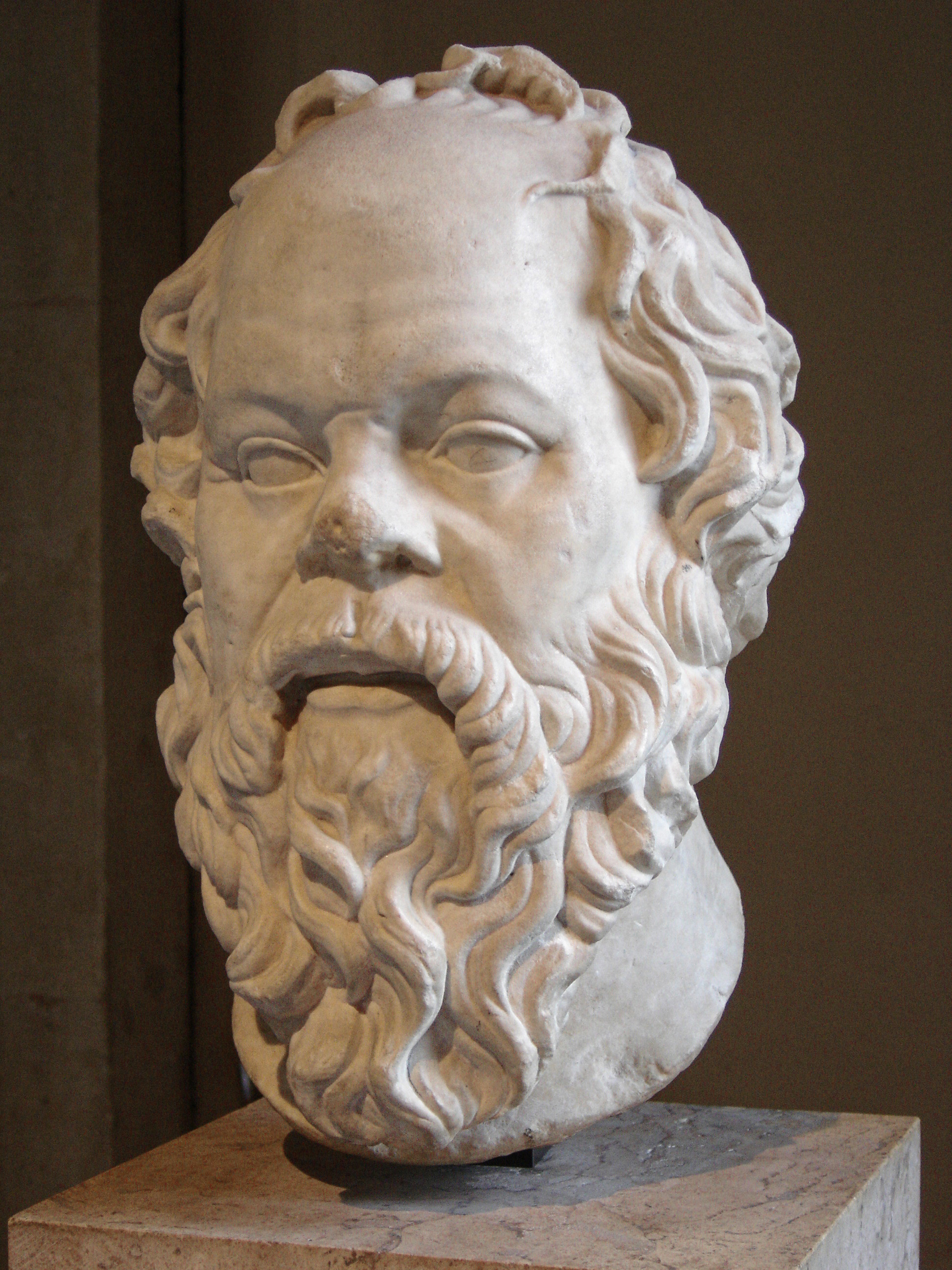
Sokratova busta

Náboženský skepticismus je druh skepticismu vztahující se k náboženství. Náboženští skeptici zpochybňují náboženskou autoritu, nejsou však nutně protináboženští, ale skeptičtí vůči konkrétním nebo všem náboženským vyznáním nebo praktikám. Jedním z prvních náboženských skeptiků, o kterém existují záznamy, byl Sókratés. Ten zpochybňoval legitimitu víry své doby v existenci řeckých bohů. Náboženský skepticismus není totéž jako ateismus nebo agnosticismus a někteří náboženští skeptici jsou deisty.